# Ji Soo
Ji Soo (kor. 지수), właściwie Kim Ji-soo (hangul: 김지수; ur. 30 marca 1993 w Seulu) – południowokoreański aktor. Ji Soo zadebiutował jako aktor na scenie teatralnej w 2009 roku i zagrał w kilku filmach krótkometrażowych. Zyskał szersze uznanie po zagraniu w takich serialach jak Angry Mom (2015), Page Turner (2016) i Dar-ui yeon-in – Bobogyeongsim ryeo (2016). W 2017 roku był jednym z dwóch głównych aktorów w serialu Himssen-yeoja Do Bong-soon.
W szkole podstawowej trenował judo i reprezentował swoją szkołę na mistrzostwach kraju. Zadebiutował w 2009 roku na scenie teatralnej, a w 2012 roku trenował pod wytwórnią JYP Entertainment. Ukończył Digital Seoul Culture Arts University na kierunku Film i Teatr.

## Filmografia

### Filmy
| Rok  | Tytuł                                          | Rola                 | Uwagi                |
| ---- | ---------------------------------------------- | -------------------- | -------------------- |
| 2010 | Sonyeon-eun goelobda (kor. 소년은 괴롭다)      |                      | Film krótkometrażowy |
| 2014 | Han Gong-ju                                    | Członek gangu Min-ho |                      |
| 2014 | Seoul Mates (kor. 서울메이트                   | Joon                 | indie film           |
| 2014 | Eoleun-i (kor. 어른이)                         |                      | Film krótkometrażowy |
| 2014 | Boda (kor. 보다)                               |                      | Film krótkometrażowy |
| 2016 | Glory Day                                      | Yong-bi              |                      |
| 2020 | Gibbeun uri yeoreumnal (kor. 기쁜 우리 여름날) | Chan Hee             | Film niezależny      |

### Seriale
| Rok  | Tytuł                                      | Rola                                    | Stacja telewizyjna |
| ---- | ------------------------------------------ | --------------------------------------- | ------------------ |
| 2012 | Areumdaun geudaeege                        | uczeń (cameo)                           | SBS                |
| 2012 | Family                                     | Han Song-yi (cameo odc. 45)             | KBS2               |
| 2014 | Sarang jupasu 37.2 (kor. 사랑 주파수 37.2) | były chłopak Go Dong-hee (cameo odc. 3) | MBC Every 1        |
| 2015 | Angry Mom                                  | Go Bok-dong                             | MBC                |
| 2015 | Balchikhage Go Go                          | Seo Ha-joon                             | KBS2               |
| 2016 | Page Turner                                | Jeong Cha-sik                           | KBS2               |
| 2016 | Doctors                                    | Kim Soo-cheol (odc. 1, 2, 5, 7 i 8)     | SBS                |
| 2016 | Dar-ui yeon-in – Bobogyeongsim ryeo        | Wang Jung                               | SBS                |
| 2016 | Fantastic                                  | Kim Sang-wook                           | JTBC               |
| 2016 | Yeokdo-yojeong Kim Bok-joo                 | współpracownik Bok-joo (cameo odc. 11)  | MBC                |
| 2017 | Himssen-yeoja Do Bong-soon                 | In Guk-doo                              | JTBC               |
| 2017 | Nappeun nyeoseokdeul 2                     | Han Kang-joo                            | OCN                |
| 2019 | My First First Love                        | Yun Tae-oh                              | Netflix            |
| 2020 | Naega gajang yeppeoss-eulttae              | Seo-hwan                                | MBC                |
| 2021 | Dal-i tteuneun gang                        | On Dal (odc. 1–6)                       | KBS2               |

### Serial internetowy
| Rok  | Tytuł     | Rola                     | Stacja telewizyjna |
| ---- | --------- | ------------------------ | ------------------ |
| 2015 | Lunch Box | Yong                     | K-Food             |
| 2020 | Amanza    | Park Dong Myung / Amanza | KakaoTV            |

### Teatr
| Rok  | Tytuł                                                        |
| ---- | ------------------------------------------------------------ |
| 2009 | Bong-sam-ineun geogi eobs-eossda (kor. 봉삼이는 거기 없었다) |
| 2010 | Mongsang-gadeul (kor. 몽상가들)                              |
| 2010 | Goemul (kor. 괴물)                                           |
| 2010 | Ingantongjesilheom (kor. 인간통제실험)                       |
| 2010 | 13 beonjjae ju-ingong (kor. 13번째 주인공)                   |
| 2011 | Cheonsaeng-yeonbun (kor. 천생연분)                           |
| 2012 | Jasigbabo (kor. 자식바보)                                    |

### Programy rozrywkowe
| Rok  | Tytuł              | Stacja telewizyjna | Uwagi                    |
| ---- | ------------------ | ------------------ | ------------------------ |
| 2015 | I Live Alone       | MBC                | gościnnie z Suho (z Exo) |
| 2016 | Celebrity Bromance | MBig TV            | sezon 4 z Nam Joo-hyuk   |
| 2016 | Knowing Bros       | JTBC               | gościnnie (odc. 43)      |
| 2016 | Candy In My Ears   | tvN                | sezon 1                  |
| 2017 | Get It Beauty 2017 | OnStyle            | gościnnie                |

## Nagrody i nominacje
| Rok  | Nagroda                     | Kategoria                                                              | Wynik     |
| ---- | --------------------------- | ---------------------------------------------------------------------- | --------- |
| 2015 | 34. MBC Drama Awards        | Najlepszy nowy aktor w miniserii (Angry Mom)                           | Nominacja |
| 2015 | 34. MBC Drama Awards        | Najlepsza para (razem z Kim Hee-sun)                                   | Nominacja |
| 2016 | 11th Max Movie Awards       | Rising Star Award                                                      | Wygrana   |
| 2016 | 37. Blue Dragon Film Awards | Najlepszy nowy aktor (Glory Day)                                       | Nominacja |
| 2016 | 30. KBS Drama Awards        | Excellence Award, Actor in a One-Act/Special/Short Drama (Page Turner) | Nominacja |
| 2017 | 53. Baeksang Arts Awards    | Najlepszy nowy aktor (Himssen-yeoja Do Bong-soon)                      | Nominacja |